# Gaio Licinio Varo
Gaio Licinio Varo (latino: Caius Licinius Varus) (fl. III secolo a.C.) è stato un politico e generale romano.

## Biografia
Fu eletto console nel 236 a.C. con Publio Cornelio Lentulo Caudino; ad entrambi i consoli fu ordinato di dirigersi con l'esercito verso la pianura Padana per opporsi a delle tribù di Galli, che avevano attraversato le Alpi. Il pericolo fu scongiurato senza alcuno scontro da parte romana grazie alle rivalità ed alle lotte che si erano sviluppate all'interno delle stesse tribù.
A questo punto il Senato ordinò a Varo di portarsi in Corsica per domare le rivolte che erano scoppiate. Varo decise di inviare subito il proprio legato Marco Claudio Glicia per le prime operazioni militari, con l'intenzione di seguirlo in breve tempo. Glicia, di propria iniziativa e senza consultarsi prima né con il console né con il Senato, concluse una pace con i Corsi; Varo al suo arrivo, però, non riconobbe il trattato e combatté contro i Corsi fino a quanto questi si arresero senza porre condizioni.
Molto probabilmente questi è anche il Gaio Licinio che, verso la fine del 219 a.C., fu inviato a Cartagine con altri quattro altri ambasciatori, tutti di età avanzata (si trattava di Quinto Fabio, Marco Livio Salinatore, Lucio Emilio Paolo e Quinto Bebio Tamfilo); si trattò dell'ultima trattativa tra Roma e Cartagine volta ad evitare lo scoppio della seconda guerra punica, dopo l'assedio di Sagunto.